# Бяла Вода (притока Одри)
Бяла Вода (пол. Biała Woda) — річка в Польщі, у Новосольському повіті Любуського воєводства. Ліва притока Одри (басейн Балтійського моря).

## Опис
Довжина річки приблизно 16,05 км, найкоротша відстань між витоком і гирлом — 9,33 км, коефіцієнт звивистості річки — 1,72.

## Розташування
Бере початок біля села Мілакув ґміни Нове Мястечко. Спочатку тече переважно на південний захід через місто Нове Мястечко, повертає на північний схід, тече через села Голашин та Реяув. Між селами Келч та Шцежина впадає в річку Одру.
У селі Голашин річку перетинає євроавтошлях Е65, а між селами Реяув та Келч — залізниця. На правому березі річки на відстані приблизно 4,75 км у місті Битом Оджанський розташована однойменна станція.

## Цікаві факти
- Пригирлова частина річки пропливає через націонадьний парк «Новосольська Долина Одри».[4]